# Isla Elumba
Isla Elumba (en francés: île Elumba) es una isla en el río Congo. Se encuentra en la República Democrática del Congo, cerca de la localidad de Yamonongeri, antes de la confluencia entre este río y el Itimbiri. La isla tiene unos 15 km de longitud, y se ubica en las coordenas geográficas 01°54′57″N 22°57′37″E / 1.91583, 22.96028.